# Sadie (Vorname)
Sadie ist ein weiblicher Vorname.
Der Name wird in verschiedenen Regionen der Erde verwendet und bedeutet unter anderem im Arabischen „Muschel mit Perle“ und „die Fürstin“. Er ist zudem die englische Koseform von Sarah und der Spitzname zu Sadaf.

## Bekannte Namensträgerinnen
- Sadie Ama (* 1987), englische Sängerin
- Sadie Benning (* 1973), bildende Künstlerin
- Sadie Maubet Bjornsen (* 1989), US-amerikanische Skilangläuferin
- Sadie Calvano (* 1997), US-amerikanische Schauspielerin
- Sadie Delany (1889–1999), afroamerikanische Bürgerrechtlerin und Autorin
- Sadie Frost (* 1965), britische Schauspielerin und Filmproduzentin
- Sadie Koninsky (1879–1952), US-amerikanische Komponistin, Musikverlegerin und Musikpadägogin
- Sadie Plant (* 1964), britische Philosophin, Kulturtheoretikerin und Autorin
- Sadie Sandler (* 2006), US-amerikanische Schauspielerin
- Sadie Sink (* 2002), US-amerikanische Schauspielerin
- Sadie White (* 1996), kanadische Skilangläuferin